# Zé Maria
José Marcelo Ferreira, noto come Zé Maria (Oeiras, 25 luglio 1973), è un allenatore di calcio ed ex calciatore brasiliano, di ruolo difensore.

## Caratteristiche tecniche

### Giocatore
Era un terzino destro che, grazie alla sua velocità, non disdegnava sortite offensive lungo la fascia di competenza, cercando il fondo per tentare il cross o provare lui stesso la battuta a rete.

## Carriera

### Giocatore

#### Club
La sua carriera inizia nel 1991 col Portuguesa, squadra del campionato brasiliano: fino al 1993 colleziona 80 presenze e 2 gol. Dopo le brevi esperienze con Sergipe, con cui vince il campionato statale Sergipano, e Ponte Preta, nel 1996 approda al Flamengo dove ha modo di conquistare un altro torneo statale, quello Carioca, prima di venir ceduto pochi mesi più tardi alla squadra italiana del Parma.
Zé Maria esordisce in Serie A nel campionato 1996-1997: in due stagioni con i ducali, disputa 56 incontri segnando una rete. Nell'estate 1998 passa al Perugia, ma nel corso del campionato seguente non riesce a imporsi, pagando lo scarso feeling con i tecnici Ilario Castagner e Vujadin Boškov. Viene quindi ceduto in prestito al Vasco da Gama con cui trionfa, nel 1999, nel Torneo Rio-San Paolo; in seguito, in meno di dodici mesi indossa le maglie di altre due compagini brasiliane, Palmeiras e Cruzeiro.
Nel 2000 torna a Perugia dove stavolta, integrandosi alla perfezione negli schemi del nuovo allenatore Serse Cosmi, rimarrà fino al 2004 vincendo, nel 2003, il suo unico trofeo internazionale per club, la Coppa Intertoto UEFA. Nelle quattro stagioni con la squadra umbra il brasiliano scende in campo in 157 occasioni realizzando 20 gol tra campionato, Coppa Italia e coppe europee, divenendo lo straniero più presente di sempre, sia in assoluto sia in Serie A, con la maglia dei grifoni; nell'annata 2003-2004 il terzino effettua oltre cento cross dalla fascia destra, imponendosi come uno dei migliori laterali del campionato italiano.
Proprio nel 2004 viene ceduto all'Inter dove rimane per due stagioni: sotto la guida di Roberto Mancini vince uno scudetto (nel 2006, assegnato a tavolino ai nerazzurri dopo le vicende di Calciopoli), due Coppe Italia (2005 e 2006) e una Supercoppa italiana (2005). Il 17 aprile 2005 segna il suo unico gol in 49 apparizioni con l'Inter (di cui 30 in Serie A), nell'incontro vinto 2-0 sul Cagliari.
Nel 2006 viene acquistato dal club spagnolo del Levante, militante nella Liga: vi rimane per una sola stagione giocando 14 partite prima di accasarsi allo Sheffield Utd. In Inghilterra tuttavia non ha mai la possibilità di scendere in campo, così nel 2008 torna nuovamente al Portuguesa. Rescisso il contratto con il club brasiliano nell'agosto del 2008, riattraversa l'Atlantico accettando l'offerta del Città di Castello, società umbra di Eccellenza. Nel 2009, senza mai aver esordito con la squadra tifernate in una gara ufficiale, annuncia il suo ritiro dal calcio decidendo di stabilirsi in Italia.

#### Nazionale
Con la nazionale brasiliana ha totalizzato 26 presenze e 1 gol, quest'ultimo in un'amichevole contro il Ciad, vincendo nel 1997 la Copa América e la Confederations Cup. In precedenza, aveva conquistato con la nazionale olimpica la medaglia di bronzo ai Giochi di Atlanta 1996.

### Allenatore
Dal settembre del 2009 insegna calcio ai bambini della polisportiva giovanile salesiana "PGS Don Bosco", a Perugia. Nel gennaio del 2010 compie uno stage all'Inter agli ordini di José Mourinho. Il 16 marzo seguente diviene l'allenatore del Città di Castello, squadra che traghetta all'undicesimo posto il campionato di Serie D 2009-2010. Il successivo 25 agosto diviene allenatore del Catanzaro da cui, poi, è esonerato.
Il 5 luglio 2012 acquisisce a Coverciano il titolo di allenatore di Prima Categoria UEFA Pro, e quindi il diritto di ricoprire il ruolo di tecnico in una squadra della massima serie. Nel 2015 diventa l'allenatore dei rumeni del Ceahlăul, da cui, caso particolare, viene esonerato per due volte in una settimana.
All'inizio del 2016 assume la guida tecnica dei kenioti del Gor Mahia, con cui l'anno seguente vince la Supercoppa nazionale. Nell'estate 2017 approda sulla panchina degli albanesi del Tirana, guidando la squadra nella stagione 2017-2018 alla vittoria della Supercoppa nazionale e del campionato di seconda divisione.
Il 5 ottobre 2022 entra nello staff del settore giovanile del Parma come collaboratore tecnico. Il 12 novembre 2024 viene nominato tecnico dell'Olbia, in Serie D, in sostituzione dell'esonerato Lucas Gatti; lascia la squadra sarda al termine della stagione, dopo avere raggiunto la salvezza.
È inoltre socio e allenatore della scuola calcio "Zé Maria-Virtus Foligno".

## Statistiche

### Presenze e reti nei club
| Stagione          | Squadra           | Campionato        | Campionato | Campionato | Coppe nazionali | Coppe nazionali | Coppe nazionali | Coppe continentali | Coppe continentali | Coppe continentali | Altre coppe | Altre coppe | Altre coppe | Totale | Totale |
| Stagione          | Squadra           | Comp              | Pres       | Reti       | Comp            | Pres            | Reti            | Comp               | Pres               | Reti               | Comp        | Pres        | Reti        | Pres   | Reti   |
| ----------------- | ----------------- | ----------------- | ---------- | ---------- | --------------- | --------------- | --------------- | ------------------ | ------------------ | ------------------ | ----------- | ----------- | ----------- | ------ | ------ |
| 1991              | Portuguesa        | A+A1/SP           | 0+?        | 0+?        | -               | -               | -               | -                  | -                  | -                  | -           | -           | -           | 0+     | 0+     |
| 1992              | Portuguesa        | A+A1/SP           | 11+?       | 0+?        | -               | -               | -               | -                  | -                  | -                  | -           | -           | -           | 11+    | 0+     |
| 1993              | Sergipe           | A1/SE             | 38         | 5          | CB              | ?               | ?               | -                  | -                  | -                  | -           | -           | -           | 38+    | 5+     |
| 1994              | Ponte Preta       | B+A1/SP           | 22+?       | 0+?        | -               | -               | -               | -                  | -                  | -                  | -           | -           | -           | 22+    | 0+     |
| 1995              | Portuguesa        | A+A1/SP           | 17+?       | 2+?        | -               | -               | -               | -                  | -                  | -                  | -           | -           | -           | 17+    | 2+     |
| gen.-giu. 1996    | Flamengo          | A+A1/RJ           | 13+?       | 1+?        | -               | -               | -               | -                  | -                  | -                  | CO+SS       | ?           | ?           | 13+    | 1+     |
| 1996-1997         | Parma             | A                 | 25         | 1          | CI              | 0               | 0               | CU                 | 0                  | 0                  | -           | -           | -           | 25     | 1      |
| 1997-1998         | Parma             | A                 | 20         | 0          | CI              | 5               | 0               | UCL                | 5+1                | 0                  | -           | -           | -           | 31     | 0      |
| Totale Parma      | Totale Parma      | Totale Parma      | 45         | 1          |                 | 5               | 0               |                    | 6                  | 0                  |             | -           | -           | 56     | 1      |
| 1998-gen. 1999    | Perugia           | A                 | 11         | 0          | CI              | 0               | 0               | -                  | -                  | -                  | -           | -           | -           | 11     | 0      |
| gen.-giu. 1999    | Vasco da Gama     | A+A1/RJ           | 0+?        | 0+?        | CB              | ?               | ?               | -                  | -                  | -                  | RJ.SP       | ?           | ?           | 0+     | 0+     |
| giu.-dic. 1999    | Palmeiras         | A+A1/SP           | 15+?       | 1+?        | CB              | -               | -               | CL                 | -                  | -                  | RJ-SP       | -           | -           | 13+    | 1+     |
| gen.-giu. 2000    | Cruzeiro          | CJH+A1/MG         | 0+29       | 0+2        | CB              | ?               | ?               | -                  | -                  | -                  | -           | -           | -           | 29+    | 2+     |
| 2000-2001         | Perugia           | A                 | 31         | 0          | CI              | 1               | 0               | -                  | -                  | -                  | -           | -           | -           | 32     | 0      |
| 2001-2002         | Perugia           | A                 | 34         | 3          | CI              | 4               | 1               | -                  | -                  | -                  | -           | -           | -           | 38     | 4      |
| 2002-2003         | Perugia           | A                 | 34         | 6          | CI              | 6               | 1               | Int                | 2                  | 0                  | -           | -           | -           | 42     | 7      |
| 2003-2004         | Perugia           | A                 | 32+2       | 7+0        | CI              | 2               | 0               | Int+CU             | 6+5                | 1+1                | -           | -           | -           | 47     | 9      |
| Totale Perugia    | Totale Perugia    | Totale Perugia    | 142+2      | 16+0       |                 | 13              | 2               |                    | 13                 | 2                  |             | -           | -           | 170    | 20     |
| 2004-2005         | Inter             | A                 | 22         | 1          | CI              | 7               | 0               | UCL                | 7                  | 0                  | -           | -           | -           | 36     | 1      |
| 2005-2006         | Inter             | A                 | 8          | 0          | CI              | 0               | 0               | UCL                | 4                  | 0                  | SI          | 1           | 0           | 13     | 0      |
| Totale Inter      | Totale Inter      | Totale Inter      | 30         | 1          |                 | 7               | 0               |                    | 11                 | 0                  |             | 1           | 0           | 49     | 1      |
| 2006-2007         | Levante           | PD                | 14         | 0          | CR              | 1               | 0               | -                  | -                  | -                  | -           | -           | -           | 15     | 0      |
| ago.-dic. 2007    | Sheffield Utd     | FLC               | 0          | 0          | FACup+CdL       | 0+0             | 0+0             | -                  | -                  | -                  | -           | -           | -           | 0      | 0      |
| gen.-giu. 2008    | Portuguesa        | A+A1/SP           | 5+?        | 1+?        | -               | -               | -               | -                  | -                  | -                  | -           | -           | -           | 5+     | 1+     |
| Totale Portuguesa | Totale Portuguesa | Totale Portuguesa | 33+        | 3+         |                 | -               | -               |                    | -                  | -                  |             | -           | -           | 33+    | 3+     |
| 2008-2009         | Città di Castello | Ecc.              | 0          | 0          | -               | -               | -               | -                  | -                  | -                  | -           | -           | -           | 0      | 0      |
| Totale carriera   | Totale carriera   | Totale carriera   | 383+       | 30+        |                 | 26+             | 2+              |                    | 30+                | 2+                 |             | 1+          | 0+          | 440+   | 34+    |

### Cronologia presenze e reti in nazionale
| Cronologia completa delle presenze e delle reti in nazionale ― Brasile | Cronologia completa delle presenze e delle reti in nazionale ― Brasile | Cronologia completa delle presenze e delle reti in nazionale ― Brasile | Cronologia completa delle presenze e delle reti in nazionale ― Brasile | Cronologia completa delle presenze e delle reti in nazionale ― Brasile | Cronologia completa delle presenze e delle reti in nazionale ― Brasile | Cronologia completa delle presenze e delle reti in nazionale ― Brasile | Cronologia completa delle presenze e delle reti in nazionale ― Brasile |
| Data                                                                   | Città                                                                  | In casa                                                                | Risultato                                                              | Ospiti                                                                 | Competizione                                                           | Reti                                                                   | Note                                                                   |
| ---------------------------------------------------------------------- | ---------------------------------------------------------------------- | ---------------------------------------------------------------------- | ---------------------------------------------------------------------- | ---------------------------------------------------------------------- | ---------------------------------------------------------------------- | ---------------------------------------------------------------------- | ---------------------------------------------------------------------- |
| 12-1-1996                                                              | Los Angeles                                                            | Brasile                                                                | 4 – 1                                                                  | Canada                                                                 | Gold Cup 1996 - 1º turno                                               | -                                                                      | 52’                                                                    |
| 14-1-1996                                                              | Los Angeles                                                            | Brasile                                                                | 5 – 0                                                                  | Honduras                                                               | Gold Cup 1996 - 1º turno                                               | -                                                                      | [ 22 ]                                                                 |
| 18-1-1996                                                              | Los Angeles                                                            | Stati Uniti                                                            | 0 – 1                                                                  | Brasile                                                                | Gold Cup 1996 - Semifinale                                             | -                                                                      | [ 22 ]                                                                 |
| 21-1-1996                                                              | Los Angeles                                                            | Brasile                                                                | 0 – 2                                                                  | Messico                                                                | Gold Cup 1996 - Finale                                                 | -                                                                      | [ 22 ] [ 23 ]                                                          |
| 27-3-1996                                                              | São José do Rio Preto                                                  | Brasile                                                                | 8 – 2                                                                  | Ghana                                                                  | Amichevole                                                             | 1                                                                      | 60’                                                                    |
| 24-4-1996                                                              | Johannesburg                                                           | Sudafrica                                                              | 2 – 3                                                                  | Brasile                                                                | Amichevole                                                             | -                                                                      |                                                                        |
| 28-8-1996                                                              | Mosca                                                                  | Russia                                                                 | 2 – 2                                                                  | Brasile                                                                | Amichevole                                                             | -                                                                      | 79’                                                                    |
| 16-10-1996                                                             | Teresina                                                               | Brasile                                                                | 3 – 1                                                                  | Lituania                                                               | Amichevole                                                             | -                                                                      |                                                                        |
| 14-6-1997                                                              | Santa Cruz                                                             | Brasile                                                                | 5 – 0                                                                  | Costa Rica                                                             | Coppa America 1997 - 1º turno                                          | -                                                                      | 65’                                                                    |
| 19-6-1997                                                              | Santa Cruz de la Sierra                                                | Brasile                                                                | 2 – 0                                                                  | Colombia                                                               | Coppa America 1997 - 1º turno                                          | -                                                                      | 74’                                                                    |
| 22-6-1997                                                              | Santa Cruz                                                             | Brasile                                                                | 2 – 0                                                                  | Paraguay                                                               | Coppa America 1997 - Quarti di finale                                  | -                                                                      |                                                                        |
| 11-11-1997                                                             | Brasilia                                                               | Brasile                                                                | 3 – 0                                                                  | Galles                                                                 | Amichevole                                                             | -                                                                      | 70’                                                                    |
| 7-12-1997                                                              | Johannesburg                                                           | Sudafrica                                                              | 1 – 2                                                                  | Brasile                                                                | Amichevole                                                             | -                                                                      |                                                                        |
| 12-12-1997                                                             | Riyad                                                                  | Arabia Saudita                                                         | 0 – 3                                                                  | Brasile                                                                | Conf. Cup 1997 - 1º turno                                              | -                                                                      | 76’                                                                    |
| 14-12-1997                                                             | Riyad                                                                  | Australia                                                              | 0 – 0                                                                  | Brasile                                                                | Conf. Cup 1997 - 1º turno                                              | -                                                                      |                                                                        |
| 16-12-1997                                                             | Riyad                                                                  | Brasile                                                                | 3 – 2                                                                  | Messico                                                                | Conf. Cup 1997 - 1º turno                                              | -                                                                      |                                                                        |
| 3-2-1998                                                               | Miami                                                                  | Giamaica                                                               | 0 – 0                                                                  | Brasile                                                                | Gold Cup 1998 - 1º turno                                               | -                                                                      |                                                                        |
| 5-2-1998                                                               | Miami                                                                  | Guatemala                                                              | 1 – 1                                                                  | Brasile                                                                | Gold Cup 1998 - 1º turno                                               | -                                                                      | 62’                                                                    |
| 8-2-1998                                                               | Los Angeles                                                            | Brasile                                                                | 4 – 0                                                                  | El Salvador                                                            | Gold Cup 1998 - 1º turno                                               | -                                                                      | 79’                                                                    |
| 10-2-1998                                                              | Los Angeles                                                            | Stati Uniti                                                            | 1 – 0                                                                  | Brasile                                                                | Gold Cup 1998 - Semifinale                                             | -                                                                      |                                                                        |
| 15-2-1998                                                              | Los Angeles                                                            | Brasile                                                                | 1 – 0                                                                  | Giamaica                                                               | Gold Cup 1998 - Finale 3º posto                                        | -                                                                      | 73’                                                                    |
| 31-5-2001                                                              | Kashima                                                                | Brasile                                                                | 2 – 0                                                                  | Camerun                                                                | Conf. Cup 2001 - 1º turno                                              | -                                                                      | 15’                                                                    |
| 2-6-2001                                                               | Kashima                                                                | Canada                                                                 | 0 – 0                                                                  | Brasile                                                                | Conf. Cup 2001 - 1º turno                                              | -                                                                      |                                                                        |
| 4-6-2001                                                               | Kashima                                                                | Brasile                                                                | 0 – 0                                                                  | Giappone                                                               | Conf. Cup 2001 - 1º turno                                              | -                                                                      |                                                                        |
| 7-6-2001                                                               | Suwon                                                                  | Francia                                                                | 2 – 1                                                                  | Brasile                                                                | Conf. Cup 2001 - Semifinale                                            | -                                                                      |                                                                        |
| 9-6-2001                                                               | Ulsan                                                                  | Australia                                                              | 1 – 0                                                                  | Brasile                                                                | Conf. Cup 2001 - Finale 3º posto                                       | -                                                                      | [ 24 ]                                                                 |
| Totale                                                                 |                                                                        | Presenze                                                               | 26                                                                     |                                                                        | Reti                                                                   | 1                                                                      |                                                                        |

### Statistiche da allenatore
Statistiche aggiornate al 9 marzo 2025.
| Stagione         | Squadra           | Campionato       | Campionato | Campionato | Campionato | Campionato | Coppe nazionali | Coppe nazionali | Coppe nazionali | Coppe nazionali | Coppe nazionali | Coppe continentali | Coppe continentali | Coppe continentali | Coppe continentali | Coppe continentali | Altre coppe | Altre coppe | Altre coppe | Altre coppe | Altre coppe | Totale | Totale | Totale | Totale | % Vittorie | Piazzamento     |
| Stagione         | Squadra           | Comp             | G          | V          | N          | P          | Comp            | G               | V               | N               | P               | Comp               | G                  | V                  | N                  | P                  | Comp        | G           | V           | N           | P           | G      | V      | N      | P      | %          | Piazzamento     |
| ---------------- | ----------------- | ---------------- | ---------- | ---------- | ---------- | ---------- | --------------- | --------------- | --------------- | --------------- | --------------- | ------------------ | ------------------ | ------------------ | ------------------ | ------------------ | ----------- | ----------- | ----------- | ----------- | ----------- | ------ | ------ | ------ | ------ | ---------- | --------------- |
| mar.-giu. 2010   | Città di Castello | Ecc.             | 4          | 1          | 2          | 1          | CI-Dil.         | -               | -               | -               | -               | -                  | -                  | -                  | -                  | -                  | -           | -           | -           | -           | -           | 4      | 1      | 2      | 1      | 25,00      | Sub., 11º       |
| ago.-nov. 2010   | Catanzaro         | 2D               | 9          | 0          | 3          | 6          | CI+CI-LP        | 0+2             | 0+1             | 0+1             | 0+0             | -                  | -                  | -                  | -                  | -                  | -           | -           | -           | -           | -           | 11     | 1      | 4      | 6      | &9,09      | Sub., Eson.     |
| feb.-apr. 2015   | Ceahlăul          | SL               | 10         | 2          | 3          | 5          | CR              | -               | -               | -               | -               | -                  | -                  | -                  | -                  | -                  | -           | -           | -           | -           | -           | 10     | 2      | 3      | 5      | 20,00      | Sub., Eson.     |
| mar.-dic. 2016   | Gor Mahia         | PL               | 25         | 15         | 8          | 2          | CK+KTC          | 3+4             | 2+3             | 0+0             | 1+1             | CCL                | -                  | -                  | -                  | -                  | SK          | -           | -           | -           | -           | 32     | 20     | 8      | 4      | 62,50      | Sub., 2º        |
| gen.-giu. 2017   | Gor Mahia         | PL               | 13         | 8          | 3          | 2          | CK              | -               | -               | -               | -               | -                  | -                  | -                  | -                  | -                  | SK          | 1           | 1           | 0           | 0           | 14     | 9      | 3      | 2      | 64,29      | Risol.          |
| Totale Gor Mahia | Totale Gor Mahia  | Totale Gor Mahia | 38         | 23         | 11         | 4          |                 | 7               | 5               | 0               | 2               |                    | -                  | -                  | -                  | -                  |             | 1           | 1           | 0           | 0           | 46     | 29     | 11     | 6      | 63,04      |                 |
| 2017-2018        | Tirana            | KS               | 26         | 21         | 4          | 1          | CA              | 6               | 3               | 1               | 2               | UEL                | 2                  | 0                  | 0                  | 2                  | SA          | 1           | 1           | 0           | 0           | 35     | 25     | 5      | 5      | 71,43      | 1º              |
| lug.-ott. 2018   | Tirana            | KS               | 8          | 2          | 2          | 4          | CA              | 2               | 2               | 0               | 0               | -                  | -                  | -                  | -                  | -                  | -           | -           | -           | -           | -           | 10     | 4      | 2      | 4      | 40,00      | Eson.           |
| Totale Tirana    | Totale Tirana     | Totale Tirana    | 34         | 23         | 6          | 5          |                 | 8               | 5               | 1               | 2               |                    | 2                  | 0                  | 0                  | 2                  |             | 1           | 1           | 0           | 0           | 45     | 29     | 7      | 9      | 64,44      |                 |
| nov. 2024-2025   | Olbia             | D                | 16         | 8          | 3          | 5          | CI-D            | -               | -               | -               | -               | -                  | -                  | -                  | -                  | -                  | -           | -           | -           | -           | -           | 16     | 8      | 3      | 5      | 50,00      | Sub., in carica |
| Totale carriera  | Totale carriera   | Totale carriera  | 111        | 57         | 28         | 26         |                 | 17              | 11              | 2               | 4               |                    | 2                  | 0                  | 0                  | 2                  |             | 2           | 2           | 0           | 0           | 132    | 70     | 30     | 32     | 53,03      |                 |

## Palmarès

### Giocatore

#### Club

##### Competizioni statali
- Campionato Sergipano: 1

Sergipe: 1993
- Campionato Carioca: 1

Flamengo: 1996
- Torneo Rio-San Paolo: 1

Vasco da Gama: 1999

##### Competizioni nazionali
- Coppa Italia: 2

Inter: 2004-2005, 2005-2006
- Supercoppa italiana: 1

Inter: 2005
- Campionato italiano: 1

Inter: 2005-2006

##### Competizioni internazionali
- Coppa Intertoto UEFA: 1

Perugia: 2003

#### Nazionale
- Bronzo olimpico: 1

Atlanta 1996
- Coppa America: 1

Bolivia 1997
- Confederations Cup: 1

Arabia Saudita 1997

### Allenatore
- Supercoppa del Kenya: 1

Gor Mahia: 2017
- Supercoppa d'Albania: 1

Tirana: 2017
- Kategoria e Parë: 1

Tirana: 2017-2018